# Idalus perlineosa
Idalus perlineosa är en fjärilsart som beskrevs av Rothschild 1917. Idalus perlineosa ingår i släktet Idalus och familjen björnspinnare. Inga underarter finns listade i Catalogue of Life.